# Poddystrykt Jezreel
Poddystrykt Jezreel (hebr. נפת יזרעאל, Nafat Jizra'el; ang. Jezreel Subdistrict) – jednostka administracyjna wchodząca w skład Dystryktu Północnego, w Izraelu.

## Położenie
Poddystrykt obejmuje obszar dolin Jezreel, Bet Sze’an, Charod i Bejt Netofa wraz ze wzgórzami Gilboa, Hare Nacerat i okolicznymi wzgórzami w Dolnej Galilei.

## Polityka
Poddystrykt administracyjnie należy do Dystryktu Północnego Izraela. Władze administracyjne znajdują się w mieście Nazaret.

## Osiedla
Znajduje się tutaj 6 miast, 16 samorządów lokalnych i 5 samorządów regionu:
| Miasta: - Afula - Bet Sze’an - Jokne’am - Migdal ha-Emek - Nof ha-Galil - Nazaret | Samorządy lokalne: - Basmat Tab’un - Bu’ejne Nudżejdat - Dabburijja - Ein Mahil - Iksal - Ilut - Jafa an-Naserije - Ka’abije-Tabbasz-Hajajre | - Kefar Kanna - Kefar Maneda - Maszhad - Ramat Jiszaj - Ar-Rajna - Szibli-Umm al-Ganam - Turan - Zarzir | Samorządy regionu: - Bustan al-Mardż - Emek ha-Majanot - Emek Jizre’el - Ha-Gilboa - Megiddo |